# Onychostoma lepturum
Onychostoma lepturum és una espècie de peix cipriniforme de la família dels ciprínids.

## Morfologia
Els mascles poden assolir els 19,3 cm de longitud total.

## Distribució geogràfica
Es troba a Laos, Vietnam i la Xina.